# Новгородская губерния
Новгоро́дская губе́рния — административно-территориальная единица в Российской империи, Российской республике и РСФСР (c 1727 года до 1927 года) с центром в городе Новгороде.
По площади (c 1859 по 1917) — 11-е в Европейской части России территориальное образование.

## Расположение
Новгородская губерния, входившая в состав так называемой Приозёрной области, располагалась на северо-западе Русской равнины. На севере граничила с Петербургской и Олонецкой, на юге — с Ярославской, Тверской и частью Псковской, на востоке — с Вологодской, на западе — с Псковской и Петербургскими губерниями.

## История
Территория губернии
- C 862 года — Земля Новгородская, первый центр — Рюриково Городище.
- с 1136 по 1478 годы — период Новгородской республики
- С 1478 года входит в состав Московского княжества.
- В 1708 году вошла в Ингерманландскую губернию (c 1710 года Санкт-Петербургская); в 1719 году была образована Новгородская провинция.

- В 1727 году Новгородская губерния была выделена из Санкт-Петербургской губернии и состояла из 5 провинций:
  - Белозерская (Белозерский, Каргопольский, Устюженский и Чарондский уезды)
  - Великолуцкая (Великолуцкий, Торопецкий и Холмский уезды)
  - Новгородская (Новгородский, Новоладожский, Олонецкий, Порховский, Староладожский и Старорусский уезды)
  - Псковская (Гдовский, Заволочский, Изборский, Островский, Пусторжевский и Псковский уезды)
  - Тверская (Зубцовский, Ржевский, Тверской, Новоторжский и Старицкий уезды)
- В 1770 году были упразднены Староладожский и Чарондский уезды.
- В 1772 году (после первого раздела Польши, из вновь присоединённых земель) была создана Псковская губерния (центром губернии был город Опочка), в неё были включены 2 провинции Новгородской губернии — Великолуцкая и Псковская (кроме Гдовского уезда, переданного в Новгородскую провинцию). Тогда же был образован Осташковский уезд Тверской провинции.
- В 1773 году по указу Екатерины II создана Олонецкая провинция (состояла из двух уездов и одной округи). В том же году образованы Валдайский, Боровичский и Тихвинский уезды Новгородской провинции.
- В 1775 году создано отдельное Тверское наместничество, туда были включены Тверская провинция и Вышневолоцкий уезд Новгородской губернии. В том же году было отменено деление на провинции; все уезды перешли непосредственно в губернское подчинение.
- В 1776 году была реформирована Псковская губерния (из Псковской и Великолуцкой провинций старой Псковской губернии и Порховского, Гдовского уездов, а также некоторых погостов Новгородского уезда Новгородской губернии). Создано Новгородское наместничество (из частей старой Новгородской губернии, оно было разделено на 2 области — Новгородскую (Белозерский, Боровичский, Валдайский, Кирилловский, Крестецкий, Новгородский, Новоладожский, Старорусский, Тихвинский и Устюженский уезды) и Олонецкую (Вытегорский, Каргопольский, Олонецкий, Паданский и Петрозаводский уезды)).
- В 1777 году небольшая часть губернии была выделена в Ярославское наместничество. Образован Череповецкий уезд.
- В 1781 году — из Новгородского наместничества в состав Санкт-Петербургской губернии были переданы Олонецкая область и Новоладожский уезд.
- В 1796 году с восшествием на престол Павла I было произведено временное укрупнение ранее созданных наместничеств, которые были официально переименованы в губернии[3]. Именным указом Павла I от 12 (23) декабря 1796 года было упразднено Олонецкое наместничество, часть его территории, была возвращена в Новгородскую губернию, кроме того, было установлено новое разделение губернии на уезды, а число уездов сокращено (сохранились Белозерский, Боровичский, Валдайский, Вытегорский, Каргопольский, Олонецкий, Новгородский, Петрозаводский, Старорусский, Тихвинский и Устюженский уезды), часть уездных городов переведена в заштатные[4].
- Указом Александра I от 9 сентября 1801 года была создана Олонецкая губерния в границах наместничества на декабрь 1796 года, за исключением Кемского уезда, оставшегося в Архангельской губернии. К ней отошли Вытегорский, Каргопольский, Олонецкий и Петрозаводский уезды.
- В 1802 образованы Кирилловский, Крестецкий и Череповецкий уезды.
- В 1824 в связи с образованием в губернии округов военных поселений упразднён Старорусский уезд. Одновременно образован Демянский уезд. В 1859 воссоздан Старорусский уезд в связи с ликвидацией военных поселений.
- В 1865 году — губерния стала «земской» — в ней был введен институт местного управления (земства). Первым председателем первой открытой в России губернской земской управы был избран Качалов, Николай Александрович. Н. А. Качалов посвятил новому делу все свои силы и отлично руководил работами управы и собрания; превосходно изучив Земское Положение, он обнаружил и отличное знание местных условий, и выдающиеся административные способности. Его деятельность привлекла высокое внимание тогда ещё Наследника престола Александра Александровича (Александр Третий); в январе 1868 года Наследник Цесаревич пожелал познакомиться с Н. А. Качаловым и неоднократно с ним беседовал, расспрашивая об экономическом положении северных губерний и о деятельности земства.
- С 1859 по 1918 год губерния состояла из 11 уездов, в которые входили 127 волостей.
- Демократический съезд Советов (10-13 мая 1918 года), по ходатайству северных уездов губернии, положительно решил вопрос о выделении Тихвинского, Устюженского, Череповецкого, Кирилловского и Белозерского уездов в состав Череповецкой губернии.
- С апреля 1918 года восемь северо-западных губерний — Петроградская, Новгородская, Псковская, Олонецкая, Архангельская, Вологодская, Череповецкая и Северодвинская — были объединены в Союз коммун Северной области, который в 1919 году своё существование прекратил. Белозерский, Кирилловский, Тихвинский, Устюженский и Череповецкий уезды отошли к новой Череповецкой губернии.
- 7 июня 1918 года по постановлению Новгородского губисполкома был образован Бологовский уезд за счёт выделения ему части волостей Валдайского уезда. В том же году был создан Маловишерский уезд. Уже в 1919 году центральные органы упразднили Бологовский уезд.
- В 1922 упразднён Крестецкий уезд.
- В 1924 году в соответствии с Положением ВЦИК об укрупнении волостей в Новгородской губернии из 133 волостей было образовано 65 (с 15 тысяч населения в каждой).
- Упразднена c 1 августа 1927 года, вошла в состав Ленинградской области в качестве Новгородского и Боровичского округов.

## Административное деление
С 1859 по 1918 год в состав губернии входило 11 уездов.
| №  | Уезд         | Уездный город              | Герб уездного города | Площадь, вёрст² | Население (1897), чел. | Другие крупные населённые пункты (1897) |
| -- | ------------ | -------------------------- | -------------------- | --------------- | ---------------------- | --- |
| 1  | Белозерский  | Белозерск (5 015 чел.)     |                      | 13 057,7        | 86 906                 | посад Крохино (1213) |
| 2  | Боровичский  | Боровичи (9 431 чел.)      |                      | 9 045,2         | 146 368                | дер. Ёгла (1088), Опеченский посад (784) |
| 3  | Валдайский   | Валдай (2 907 чел.)        |                      | 5 772,7         | 95 251                 | селение Бологое (5822), село Едрово (1518), село Хотилово (1190), село Яжелбицы (1028)                                                                              |
| 4  | Демянский    | Демянск (1 648 чел.)       |                      | 4 322,9         | 79 791                 | |
| 5  | Кирилловский | Кириллов (4 306 чел.)      |                      | 12 171,7        | 120 004                | |
| 6  | Крестецкий   | Крестцы (2 596 чел.)       |                      | 7 878,2         | 104 389                | посад Малая Вишера (4721) |
| 7  | Новгородский | Новгород (25 736 чел.)     |                      | 8 803,4         | 185 757                | пос. при ст. Любань (2276), фабрика Кузнецова (1852), дер. Соснинская Пристань (1631), с. Менюша (1584), с. Чудово (1380), с. Ям-Бронница (1117), с. Медведь (1073) |
| 8  | Старорусский | Старая Русса (15 183 чел.) |                      | 8 379,5         | 191 957                | с. Свинород (1033) |
| 9  | Тихвинский   | Тихвин (6 589 чел.)        |                      | 16 169,3        | 99 367                 | |
| 10 | Устюженский  | Устюжна (5 111 чел.)       |                      | 11 317,1        | 99 737                 | с. Сомино (1108) |
| 11 | Череповецкий | Череповец (6 948 чел.)     |                      | 7 245,7         | 157 495                | |

## Демография
Население в 1894 году.
|        | В 11 городах и 3 посадах | В уездах  | Всего     |
| ------ | ------------------------ | --------- | --------- |
| Мужчин | 53 024                   | 606 498   | 659 522   |
| Женщин | 48 124                   | 629 467   | 677 591   |
| Всего  | 101 148                  | 1 235 965 | 1 337 113 |

По результатам первой всеобщей переписи населения Российской империи, проводившейся 21 января 1897 года:
- В Новгородской губернии было 1 356 702 жителя, среди них 651 901 мужчин.
- Новгород насчитывал 25731 жителя, Старая Русса — 15183, Боровичи — 9431, Череповец — 6948, Демянск — 1648.
- Грамотных — 23 % населения.
- Имели образование выше начального — 14800.
- Знали иностранные языки (хотя бы один) — 5007 человек.
- Русский родным считали 96,83 % населения.
  - Среди других — карельский (0,73 %), чудский (0,67 %), немецкий (0,31 %).
- Сословный состав Новгородской губернии:
  - Дворяне — 1,05 % (всего населения)
  - Крестьяне — 91 %
  - Мещане — 4,9 %
  - Лица духовного звания — 0,86 %
  - Купцы — 0,23 %

На 1 января 1926 года в губернии насчитывалось 1 006 519 человек.
В том числе
- в городах проживало 92 063 человека,
- в прочих городских поселениях 25 174 человека
- в Новгороде жили 31 120 человек
- в Старой Руссе — 21 511 человек
- в Боровичах — 18 561 человек
- в Валдае — 5 796 человек
- в Демянске — 2 441 человек
- в Малой Вишере — 9 685 человек
- в Бологом — 10 872 человека.
- в сельской местности 889 282 человека.

Национальный состав в 1897 году:
| Уезд             | русские | латыши | немцы | евреи | вепсы | карелы |
| ---------------- | ------- | ------ | ----- | ----- | ----- | ------ |
| Губерния в целом | 96,8 %  | …      | …     | …     | …     | …      |
| Белозерский      | 96,8 %  | …      | …     | …     | 2,3 % | …      |
| Боровичский      | 98,4 %  | …      | …     | …     | …     | 0,7 %  |
| Валдайский       | 92,8 %  | …      | …     | …     | …     | 6,1 %  |
| Демянский        | 98,2 %  | …      | …     | …     | …     | 0,7 %  |
| Кирилловский     | 99,8 %  | …      | …     | …     | …     | …      |
| Крестецкий       | 95,9 %  | 1,3 %  | 0,6 % | …     | …     | …      |
| Новгородский     | 92,6 %  | 2,4 %  | 1,4 % | 1,1 % | …     | …      |
| Старорусский     | 99,0 %  | …      | …     | …     | …     | …      |
| Тихвинский       | 90,9 %  | …      | …     | …     | 7,2 % | 1,4 %  |
| Устюженский      | 99,6 %  | …      | …     | …     | …     | …      |
| Череповецкий     | 99,9 %  | …      | …     | …     | …     | …      |

## Уезды

### Бологовский уезд
(Существовал с 7 июня 1918 года до 1919 года)

### Боровичский уезд
Уездный город — Боровичи

### Демянский уезд
Учрежден 7 августа 1824 года, уездный город Демянск. В него вошли часть Старорусского уезда, волости Валдайского и Крестецкого уезда Новгородской губернии и волости Холмского уезда Псковской губернии.

### Кирилловский уезд
Уездный город — Кириллов

### Крестецкий уезд
Уездный город — Крестцы

### Маловишерский уезд
образован 30 марта 1918 года
- Маловишерская волость (из Крестецкого уезда)
- Полищская волость
- Тидворская волость
- Окуловская волость (из Крестецкого уезда)
- Сухловская волость
- Торбинская волость

### Новгородский уезд
- Апраксинская волость
- Бронницкая волость
- Высоковская волость (создана в 1896 году)
- Зайцевская волость
- Любанская волость
- Медведская волость
- Оскуйская волость (создана в 1911 году)
- Подберезская волость
- Самокражская волость
- Селогорская волость
- Спасско-Полистская волость (создана в 1896 году)
- Соснинско-Пристанская (создана в 1910 году)
- Тёсовская волость
- Троицкая волость (создана в 1892 году)
- Трясовская волость
- Черновская волость
- Чудовская волость

### Новоладожский уезд
Уездный город — Новая Ладога.
с 1781 года в составе Санкт-Петербургской губернии

## Руководство губернии

### Губернаторы
| Ф. И. О.                     | Титул, чин, звание                      | Время замещения должности |
| ---------------------------- | --------------------------------------- | ------------------------- |
| Хилков Юрий Яковлевич        | князь, стольник                         | 1719—1724                 |
| Стрешнев Иван Иванович       | стольник                                | 1725—1726                 |
| Гагарин Василий Иванович     | князь, действительный статский советник | 1727—1733                 |
| Бредихин Александр Фёдорович | действительный статский советник        | 1733—1742                 |
| Орлов Григорий Иванович      |                                         | 1742—1743                 |
| Салтыков Пётр Иванович       |                                         | 1743—1743                 |
| Черкасский Пётр Борисович    | князь, генерал-майор                    | 1743—1760                 |
| Мещерский Григорий Семёнович | князь, генерал-майор                    | 1760—1761                 |
| Ушаков Степан Фёдорович      | действительный статский советник        | 1761—1764                 |
| Сиверс Яков Ефимович         | граф, генерал-майор                     | 1764—1776                 |

### Генерал-губернаторы
| Ф. И. О.                 | Титул, чин, звание    | Время замещения должности |
| ------------------------ | --------------------- | ------------------------- |
| Сиверс Яков Ефимович     | граф, генерал-поручик | 1778—1781                 |
| Брюс Яков Александрович  | граф, генерал-поручик | 1782—1784                 |
| Архаров Николай Петрович | генерал-поручик       | 1785—1795                 |
| Ольденбургский Георг     | принц                 | 1809—22.03.1812           |

### Правители наместничества
| Ф. И. О.                       | Титул, чин, звание               | Время замещения должности |
| ------------------------------ | -------------------------------- | ------------------------- |
| Кличка Франц Николаевич        | генерал-майор                    | 1776—1779                 |
| Протасов Пётр Степанович       | бригадир (генерал-майор)         | 1779—1782                 |
| Протасов Александр Яковлевич   | статский советник                | 1782—1784                 |
| Коновницын Пётр Петрович       | генерал-майор                    | 1784—1785                 |
| Квашнин-Самарин Пётр Фёдорович | действительный статский советник | 1786—1793                 |
| Павлов Николай Иванович        |                                  | 1793                      |
| Митусов Пётр Петрович          | генерал-майор                    | 1794—05.04.1798           |

### Губернаторы
| Ф. И. О.                              | Титул, чин, звание                                                      | Время замещения должности |
| ------------------------------------- | ----------------------------------------------------------------------- | ------------------------- |
| Глинка Дмитрий Фёдорович              | действительный статский советник                                        | 05.04.1798—22.12.1798     |
| Марин Никифор Михайлович              | действительный статский советник                                        | 22.12.1798—22.12.1799     |
| Ржевский Владимир Матвеевич           | действительный статский советник                                        | 23.12.1799—28.10.1800     |
| Обольянинов Степан Фёдорович          | действительный статский советник                                        | 28.10.1800—1801           |
| Рикман Иван Севастьянович             | действительный статский советник                                        | 1801—1804                 |
| Рябинин Егор Михайлович               | действительный статский советник                                        | 1805                      |
| Ухтомский Роман Васильевич            | князь, действительный статский советник                                 | 1805—1810                 |
| Васильчиков Алексей Васильевич        |                                                                         | 1810—27.01.1812           |
| Сумароков Павел Иванович              | действительный статский советник                                        | 21.03.1812—1814           |
| Муравьёв Николай Назарьевич           | действительный статский советник                                        | 1815—1818                 |
| Жеребцов Дмитрий Сергеевич            | действительный статский советник                                        | 1818—21.10.1826           |
| Денфер Август Ульянович               | действительный статский советник                                        | 21.10.1826—02.09.1834     |
| Суковкин Пётр Лаврович (Лаврентьевич) | генерал-майор                                                           | 05.09.1834—08.11.1838     |
| Сенявин Иван Григорьевич              | камергер, действительный статский советник                              | 08.11.1838—24.10.1840     |
| Зуров Елпидифор Антиохович            | генерал-майор, военный губернатор г. Новгорода и гражданский губернатор | 02.11.1840—24.01.1846     |
| Ховен Христофор Христофорович         | барон, генерал-майор, военный и гражданский губернатор                  | 18.12.1846—17.03.1848     |
| Васьков Фёдор Иванович                | действительный статский советник                                        | 17.03.1848—02.09.1850     |
| Бурачков Фёдор Антонович              | генерал-майор                                                           | 1851—06.12.1853           |
| Москвин Трофим Иванович               | генерал-майор                                                           | 06.12.1853—28.01.1855     |
| Кокушкин Пётр Петрович                | генерал-майор                                                           | 03.02.1855—24.05.1857     |
| Филиппович Владимир Иванович          | генерал-лейтенант                                                       | 24.05.1857—04.05.1862     |
| Скарятин Владимир Яковлевич           | действительный статский советник                                        | 11.05.1862—13.03.1864     |
| Лерхе Эдуард Васильевич               | действительный статский советник                                        | 13.03.1864—04.11.1882     |
| Мосолов Александр Николаевич          | камергер, действительный статский советник (тайный советник)            | 03.12.1882—07.04.1894     |
| Штюрмер Борис Владимирович            | камергер, действительный статский советник                              | 11.04.1894—30.07.1896     |
| Медем Оттон Людвигович                | граф, камергер, действительный статский советник                        | 30.07.1896—13.07.1907     |
| Башилов Пётр Петрович                 | действительный статский советник                                        | 13.07.1907—28.02.1911     |
| Лопухин Виктор Александрович          | действительный статский советник                                        | 28.02.1911—14.01.1913     |
| Иславин Михаил Владимирович           | действительный статский советник (тайный советник)                      | 14.01.1913—1917           |

### Губернские предводители дворянства
| Ф. И. О.                           | Титул, чин, звание                                                                  | Время замещения должности |
| ---------------------------------- | ----------------------------------------------------------------------------------- | ------------------------- |
| Буткевич Дмитрий Михайлович        | генерал-поручик                                                                     | 1776—1784                 |
| Веригин Аполлон Александрович      | генерал-майор                                                                       | 1784—1786                 |
| Аничков Пётр Никитович             | бригадир                                                                            | 1786—1789                 |
| Васильчиков Василий Алексеевич     | бригадир                                                                            | 1789—1795                 |
| Демидов Алексей Иванович           | бригадир                                                                            | 1795—1797                 |
| Рыкачев Степан Васильевич          | коллежский асессор                                                                  | 1797—1798                 |
| Бутенев Василий Алексеевич         | надворный советник                                                                  | 1798—1801                 |
| Римский-Корсаков Пётр Войнович     | секунд-ротмистр (надворный советник)                                                | 1801—1804                 |
| Квашнин-Самарин Александр Петрович | генерал-лейтенант                                                                   | 1804—1806                 |
| Шамшев Иван Яковлевич              | действительный статский советник                                                    | 1806—1808                 |
| Висленев Александр Никитович       | коллежский советник                                                                 | 1808—1815                 |
| Путятин Алексей Петрович           | статский советник                                                                   | 1815—1821                 |
| Белавин Николай Иванович           | полковник                                                                           | 1821—1825                 |
| Путятин Михаил Петрович            | полковник                                                                           | 1825—1827                 |
| Белавин Николай Иванович           | полковник                                                                           | 1827—1831                 |
| Игнатьев Павел Афанасьевич         | капитан-лейтенант                                                                   | 1831—1833                 |
| Белавин Николай Иванович           | действительный статский советник                                                    | 1833—1841                 |
| Бровдын Алексей Платонович         | надворный советник, и. д.                                                           | 1841—1842                 |
| Дирин Иван Александрович           | действительный статский советник                                                    | 1842—1845                 |
| Сухарев Александр Александрович    | действительный статский советник                                                    | 1845—1850                 |
| Васильчиков Александр Илларионович | князь, надворный советник (статский советник), в должности церемониймейстера, и. д. | 1850—1854                 |
| Бахметев Николай Павлович          | генерал-майор                                                                       | 1854—1860                 |
| Мышецкий Николай Евграфович        | князь, действительный статский советник                                             | 1860—1866                 |
| Коковцев Григорий Михайлович       | коллежский советник (тайный советник)                                               | 1866—1881                 |
| Савич Иван Яковлевич               | коллежский асессор (действительный статский советник)                               | 1881—1890                 |
| Васильчиков Борис Александрович    | в должности шталмейстера, статский советник (действительный статский советник)      | 18.01.1890—07.06.1901     |
| Голицын Павел Павлович             | князь, в должности егермейстера, действительный статский советник                   | 27.12.1901—1915           |
| Лутовинов Арсений Алексеевич       | отставной гвардии ротмистр, и. д.                                                   | 1915—1917                 |

### Вице-губернаторы
| Ф. И. О.                         | Титул, чин, звание                                   | Время замещения должности |
| -------------------------------- | ---------------------------------------------------- | ------------------------- |
| Давыдов Николай Сергеевич        | статский советник                                    | 1799—1804                 |
| Мальгин Николай Иванович         | статский советник                                    | 1804—1812                 |
| Савинский ??                     | коллежский советник                                  | 1812—1.11.1812            |
| Муравьёв Николай Назарьевич      | статский советник                                    | 3.12.1812—1814            |
| Татищев Роман Иванович           | коллежский советник                                  | 1814—1819                 |
| Крылов Пётр Лукич                | коллежский советник                                  | 05.09.1819—01.1824        |
| Де Роберти                       | коллежский советник                                  | 28.07.1824—25.11.1827     |
| Римский-Корсаков Андрей Петрович | коллежский советник                                  | 25.11.1827—03.04.1829     |
| Зотов Пётр Архипович             | статский советник                                    | 06.04.1829—03.04.1835     |
| Смирнов Владимир Саввич          | действительный статский советник                     | 19.04.1835—19.02.1837     |
| Заварицкий Александр Емельянович | коллежский советник                                  | 19.02.1837—03.07.1837     |
| Бакунин Александр Павлович       | камер-юнкер, надворный советник                      | 16.04.1838—09.10.1839     |
| Арапов Пимен Николаевич          | коллежский советник                                  | 24.10.1839—21.09.1841     |
| Бунаков Фёдор Яковлевич          | статский советник                                    | 21.09.1841—12.07.1853     |
| Лесевич Иосиф Фёдорович          | действительный статский советник                     | 12.07.1853—15.02.1857     |
| Лерхе Эдуард Васильевич          | коллежский советник                                  | 15.02.1857—14.12.1862     |
| Чапский Эмерик Карлович          | граф, камер-юнкер, надворный советник, и. д.         | 21.12.1862—01.01.1865     |
| Отт Оскар Фёдорович              | действительный статский советник                     | 15.01.1865—22.02.1874     |
| Полторацкий Пётр Алексеевич      | в звании камергера, действительный статский советник | 22.02.1874—03.09.1882     |
| Донауров Александр Петрович      | статский советник                                    | 24.09.1882—21.09.1887     |
| Морголи Александр Михайлович     | действительный статский советник                     | 25.11.1887—12.05.1894     |
| Эйлер Александр Александрович    | в звании камер-юнкера, статский советник             | 12.05.1894—14.02.1901     |
| Гирс Александр Николаевич        | в звании камер-юнкера, коллежский советник           | 14.02.1901—12.04.1903     |
| Дирин Сократ Николаевич          | действительный статский советник (тайный советник)   | 12.04.1903—1914           |
| Лисаневич Иван Васильевич        | статский советник                                    | 1914—1917                 |